# Xenomyrmex
Xenomyrmex es un género de hormigas perteneciente a la familia Formicidae, categorizado en la tribu Crematogastrini. Fue descrito por Auguste Forel en 1885.

## Especies
- Xenomyrmex floridanus Emery, 1895
- Xenomyrmex panamanus (Wheeler, 1922)
- Xenomyrmex stollii Forel, 1885